# FA Cup 2020/21
Der FA Cup 2020/21 (Sponsorname: The Emirates FA Cup) war die 140. Austragung des weltweit ältesten Fußballpokalturniers The Football Association Challenge Cup, oder FA Cup. Diese Pokalsaison begann mit 736 Vereinen.
Der Pokalwettbewerb begann am 1. September 2020 mit der Extra-Vorrunde und endete mit dem Finale im Wembley Stadium in London am 15. Mai 2021. Durch die Auswirkungen der COVID-19-Pandemie entschied die FA die Wiederholungsspiele für diese Saison zu streichen.

## Kalender
| Runde                      | Datum              | Spiele | Vereine   | Neueinstiege | Prämien                                  |
| -------------------------- | ------------------ | ------ | --------- | ------------ | ---------------------------------------- |
| Extra-Vorrunde             | 1. September 2020  | 184    | 736 → 552 | 368          | Sieger: 1.125 £ Verlierer: 375 £         |
| Vorrunde                   | 12. September 2020 | 160    | 552 → 392 | 136          | Sieger: 1.444 £ Verlierer: 481 £         |
| Erste Qualifikationsrunde  | 22. September 2020 | 117    | 392 → 275 | 74           | Sieger: 2.250 £ Verlierer: 750 £         |
| Zweite Qualifikationsrunde | 3. Oktober 2020    | 80     | 275 → 195 | 43           | Sieger: 3.375 £ Verlierer: 1.125 £       |
| Dritte Qualifikationsrunde | 13. Oktober 2020   | 40     | 195 → 155 | keine        | Sieger: 5.625 £ Verlierer: 1.875 £       |
| Vierte Qualifikationsrunde | 24. Oktober 2020   | 32     | 155 → 124 | 23           | Sieger: 9.375 £ Verlierer: 3.125 £       |
| Erste Hauptrunde           | 7. November 2020   | 40     | 124 → 84  | 48           | Sieger: 16.972 £ Verlierer: 5.657 £      |
| Zweite Hauptrunde          | 28. November 2020  | 20     | 84 → 64   | keine        | Sieger: 25.500 £ Verlierer: 8.500 £      |
| Dritte Hauptrunde          | 9. Januar 2021     | 32     | 64 → 32   | 44           | Sieger: 61.500 £ Verlierer: 20.500 £     |
| Vierte Hauptrunde          | 23. Januar 2021    | 16     | 32 → 16   | keine        | 90.000 £                                 |
| Fünfte Hauptrunde          | 10. Februar 2021   | 8      | 16 → 8    | keine        | 180.000 £                                |
| Viertelfinale              | 20. März 2021      | 4      | 8 → 4     | keine        | 360.000 £                                |
| Halbfinale                 | 17./18. April 2021 | 2      | 4 → 2     | keine        | Sieger: 900.000 £ Verlierer: 450.000 £   |
| Finale                     | 15. Mai 2021       | 1      | 2 → 1     | keine        | Sieger: 1.800.000 £ Verlierer: 900.000 £ |

## Modus
Der FA Cup wird in Runden ausgespielt. Teilnehmen kann jede Mannschaft, die ein bestimmtes Leistungsniveau hat und ein angemessenes Spielfeld besitzt. Die Paarungen jeder Runde werde in einer offenen Auslosung ohne Setzliste ausgelost. Die zuerst gezogene Mannschaft hat Heimrecht. Endet das Spiel unentschieden, geht das Spiel in die Verlängerung bzw. ins Elfmeterschießen.
Einige Mannschaften sind von bestimmten Runden freigestellt:
- In der zweiten Qualifikationsrunde kommen die Mannschaften der National League North/South (6. Spielklasse des englischen Ligabetriebes) hinzu.
- In der vierten Qualifikationsrunde kommen die Mannschaften der National League (5. Spielklasse des englischen Ligabetriebes) hinzu.
- In der ersten Hauptrunde kommen die Mannschaften der League 1 und 2 der Football League (3. und 4. Spielklasse des englischen Ligabetriebes) hinzu.
- In der dritten Hauptrunde am ersten Januarwochenende kommen die Mannschaften des Football League Championship (2. Spielklasse des englischen Ligabetriebes) und der Premier League (1. Spielklasse des englischen Ligabetriebes) hinzu.

Die Halbfinalspiele und das Finale finden im Wembley-Stadion statt.
Jeder Sieger erhält eine Prämie aus den Fernsehgeldern, die nach Runden gestaffelt ist.

## Hauptrunde

### Erste Hauptrunde
In der ersten Hauptrunde traten die jeweils 24 Mannschaften der Football League One und der Two in den Wettbewerb ein. Die Auslosung der Begegnungen fand am 26. Oktober 2020 statt. Die Spiele fanden zwischen dem 6. und 9. November 2020 statt.
| Datum                          |                                    | Ergebnis              |                                   |
| ------------------------------ | ---------------------------------- | --------------------- | --------------------------------- |
| 6. November 2020, 19:45 GMT    | Harrogate Town (IV)                | 4:1                   | Skelmersdale United (IX)          |
| 7. November 2020, 12:30 GMT    | Tonbridge Angels (VI)              | 0:7                   | Bradford City (IV)                |
| 7. November 2020, 13:00 GMT    | Exeter City (IV)                   | 2:1                   | AFC Fylde (VI)                    |
| 7. November 2020, 15:00 GMT    | Banbury United (VII)               | 1:2                   | FC Canvey Island (VIII)           |
| 7. November 2020, 15:00 GMT    | Bolton Wanderers (IV)              | 2:3                   | Crewe Alexandra (III)             |
| 7. November 2020, 15:00 GMT    | FC Boreham Wood (V)                | 3:3 n. V. (4:3 i. E.) | Southend United (IV)              |
| 7. November 2020, 15:00 GMT    | Brackley Town (VI)                 | 3:3 n. V. (3:2 i. E.) | Bishop’s Stortford FC (VII)       |
| 7. November 2020, 15:00 GMT    | FC Bromley (V)                     | 0:1 n. V.             | Yeovil Town (V)                   |
| 7. November 2020, 15:00 GMT    | Cambridge United (IV)              | 0:2                   | Shrewsbury Town (III)             |
| 7. November 2020, 15:00 GMT    | Charlton Athletic (III)            | 0:1                   | Plymouth Argyle (III)             |
| 7. November 2020, 15:00 GMT    | Colchester United (IV)             | 1:1 n. V. (3:5 i. E.) | FC Marine (VIII)                  |
| 7. November 2020, 15:00 GMT    | Dagenham & Redbridge (V)           | 3:1                   | Grimsby Town (IV)                 |
| 7. November 2020, 15:00 GMT    | Cheltenham Town (IV)               | 3:1                   | FC South Shields (VII)            |
| 7. November 2020, 15:00 GMT    | FC Gillingham (III)                | 3:2                   | FC Woking (V)                     |
| 7. November 2020, 15:00 GMT    | Hull City (III)                    | 2:0                   | Fleetwood Town (III)              |
| 7. November 2020, 15:00 GMT    | Ipswich Town (III)                 | 2:3 n. V.             | FC Portsmouth (III)               |
| 7. November 2020, 15:00 GMT    | Leyton Orient (IV)                 | 1:2                   | AFC Newport County (IV)           |
| 7. November 2020, 15:00 GMT    | Lincoln City (III)                 | 6:2                   | Forest Green Rovers (IV)          |
| 7. November 2020, 15:00 GMT    | Oxford United (III)                | 1:2                   | Peterborough United (III)         |
| 7. November 2020, 15:00 GMT    | Port Vale (IV)                     | 0:1                   | King’s Lynn Town (V)              |
| 7. November 2020, 15:00 GMT    | AFC Rochdale (III)                 | 1:2                   | Stockport County (V) 1            |
| 7. November 2020, 15:00 GMT    | Salford City (IV)                  | 2:0 n. V.             | Hartlepool United (V)             |
| 7. November 2020, 15:00 GMT    | FC Stevenage (IV)                  | 2:2 n. V. (5:4 i. E.) | Concord Rangers (VI)              |
| 7. November 2020, 15:00 GMT    | FC Sunderland (III)                | 0:1                   | Mansfield Town (IV)               |
| 7. November 2020, 15:00 GMT    | Swindon Town (III)                 | 1:2                   | FC Darlington (VI)                |
| 7. November 2020, 15:00 GMT    | Tranmere Rovers (IV)               | 2:1                   | Accrington Stanley (III)          |
| 7. November 2020, 15:00 GMT    | FC Walsall (IV)                    | 1:2                   | Bristol Rovers (III)              |
| 7. November 2020, 17:30 GMT    | FC United of Manchester (VII)      | 1:5                   | Doncaster Rovers (III)            |
| 8. November 2020, 12:00 GMT    | Scunthorpe United (IV)             | 2:3                   | Solihull Moors (V)                |
| 8. November 2020, 12:45 GMT    | FC Barnet (V)                      | 1:0                   | Burton Albion (III)               |
| 8. November 2020, 12:45 GMT    | FC Eastleigh (V)                   | 0:0 n. V. (3:4 i. E.) | Milton Keynes Dons (III)          |
| 8. November 2020, 12:45 GMT    | FC Hampton & Richmond Borough (VI) | 2:3                   | Oldham Athletic (IV)              |
| 8. November 2020, 12:45 GMT    | FC Havant & Waterlooville (VI)     | 1:0                   | FC Cray Valley Paper Mills (VIII) |
| 8. November 2020, 12:45 GMT    | Hayes & Yeading United (VII)       | 2:2 n. V. (3:4 i. E.) | Carlisle United (IV)              |
| 8. November 2020, 12:45 GMT    | Maldon & Tiptree (VIII)            | 0:1                   | FC Morecambe (IV)                 |
| 8. November 2020, 12:45 GMT    | Torquay United (V)                 | 5:6 n. V.             | Crawley Town (IV)                 |
| 8. November 2020, 12:45 GMT    | Wigan Athletic (III)               | 2:3 n. V.             | FC Chorley (VI)                   |
| 8. November 2020, 14:30 GMT    | Eastbourne Borough (VI)            | 0:3                   | FC Blackpool (III)                |
| 9. November 2020, 19:45 GMT    | Oxford City (VI)                   | 2:1                   | Northampton Town (III)            |
| 26. November 2020, 19:45 GMT 2 | AFC Barrow (IV)                    | 0:0 n. V. (2:4 i. E.) | AFC Wimbledon (III)               |

### Zweite Hauptrunde
Die Partien der zweiten Hauptrunde wurden am 9. November 2020 ausgelost. Die Spiele fanden zwischen dem 27. und 30. November 2020 statt.
| Datum                        |                           | Ergebnis              |                                |
| ---------------------------- | ------------------------- | --------------------- | ------------------------------ |
| 27. November 2020, 19:55 GMT | Tranmere Rovers (IV)      | 1:0                   | Brackley Town (VI)             |
| 28. November 2020, 12:30 GMT | FC Morecambe (IV)         | 4:2 n. V.             | Solihull Moors (V)             |
| 28. November 2020, 13:00 GMT | FC Gillingham (III)       | 2:3                   | Exeter City (IV)               |
| 28. November 2020, 13:00 GMT | AFC Newport County (IV)   | 3:0                   | Salford City (IV)              |
| 28. November 2020, 15:00 GMT | Bradford City (IV)        | 1:2                   | Oldham Athletic (IV)           |
| 28. November 2020, 15:00 GMT | Cheltenham Town (IV)      | 2:1 n. V.             | Crewe Alexandra (III)          |
| 28. November 2020, 15:00 GMT | Harrogate Town (IV)       | 0:4                   | FC Blackpool (III)             |
| 28. November 2020, 15:00 GMT | Plymouth Argyle (III)     | 2:0                   | Lincoln City (III)             |
| 28. November 2020, 15:00 GMT | FC Portsmouth (III)       | 6:1                   | King’s Lynn Town (V)           |
| 28. November 2020, 17:30 GMT | Peterborough United (III) | 1:2                   | FC Chorley (VI)                |
| 29. November 2020, 13:30 GMT | FC Barnet (V)             | 0:1                   | Milton Keynes Dons (III)       |
| 29. November 2020, 13:30 GMT | Bristol Rovers (III)      | 6:0                   | FC Darlington (VI)             |
| 29. November 2020, 13:30 GMT | Carlisle United (IV)      | 1:2                   | Doncaster Rovers (III)         |
| 29. November 2020, 13:30 GMT | Mansfield Town (IV)       | 2:1 n. V.             | Dagenham & Redbridge (V)       |
| 29. November 2020, 13:30 GMT | Shrewsbury Town (III)     | 1:0 n. V.             | Oxford City (VI)               |
| 29. November 2020, 13:30 GMT | FC Stevenage (IV)         | 1:1 n. V. (6:5 i. E.) | Hull City (III)                |
| 29. November 2020, 13:30 GMT | Stockport County (V)      | 3:2 n. V.             | Yeovil Town (V)                |
| 29. November 2020, 13:30 GMT | AFC Wimbledon (III)       | 1:2                   | Crawley Town (IV)              |
| 29. November 2020, 14:45 GMT | FC Marine (VIII)          | 1:0 n. V.             | FC Havant & Waterlooville (VI) |
| 30. November 2020, 19:45 GMT | FC Canvey Island (VIII)   | 0:3                   | FC Boreham Wood (V)            |

### Dritte Hauptrunde
In dieser Runde treten die 20 Mannschaften der FA Premier League und die 24 Teams der Football League Championship in den Wettbewerb ein. Die Partien der dritten Hauptrunde wurden am 30. November 2020 ausgelost und fanden zwischen dem 8. und 11. Januar 2021 statt.
| Datum                        |                             | Ergebnis              |                            |
| ---------------------------- | --------------------------- | --------------------- | -------------------------- |
| 8. Januar 2021, 19:45 GMT    | Aston Villa (I)             | 1:4                   | FC Liverpool (I)           |
| 8. Januar 2021, 19:45 GMT    | Wolverhampton Wanderers (I) | 1:0                   | Crystal Palace (I)         |
| 9. Januar 2021, 12:00 GMT    | FC Boreham Wood (V)         | 0:2                   | FC Millwall (II)           |
| 9. Januar 2021, 12:00 GMT    | FC Everton (I)              | 2:1 n. V.             | Rotherham United (II)      |
| 9. Januar 2021, 12:00 GMT    | Luton Town (II)             | 1:0                   | FC Reading (II)            |
| 9. Januar 2021, 12:00 GMT    | Norwich City (II)           | 2:0                   | Coventry City (II)         |
| 9. Januar 2021, 12:00 GMT    | Nottingham Forest (II)      | 1:0                   | Cardiff City (II)          |
| 9. Januar 2021, 12:15 GMT    | FC Chorley (VI)             | 2:0                   | Derby County (II)          |
| 9. Januar 2021, 15:00 GMT    | Blackburn Rovers (II)       | 0:1                   | Doncaster Rovers (III)     |
| 9. Januar 2021, 15:00 GMT    | FC Blackpool (III)          | 2:2 n. V. (3:2 i. E.) | West Bromwich Albion (I)   |
| 9. Januar 2021, 15:00 GMT    | AFC Bournemouth (II)        | 4:1                   | Oldham Athletic (IV)       |
| 9. Januar 2021, 15:00 GMT    | Bristol Rovers (III)        | 2:3                   | Sheffield United (I)       |
| 9. Januar 2021, 15:00 GMT    | FC Burnley (I)              | 1:1 n. V. (4:3 i. E.) | Milton Keynes Dons (III)   |
| 9. Januar 2021, 15:00 GMT    | Exeter City (IV)            | 0:2                   | Sheffield Wednesday (II)   |
| 9. Januar 2021, 15:00 GMT    | Queens Park Rangers (II)    | 0:2 n. V.             | FC Fulham (I)              |
| 9. Januar 2021, 15:00 GMT    | FC Stevenage (IV)           | 0:2                   | Swansea City (II)          |
| 9. Januar 2021, 15:00 GMT    | Stoke City (II)             | 0:4                   | Leicester City (I)         |
| 9. Januar 2021, 15:00 GMT    | Wycombe Wanderers (II)      | 4:1                   | Preston North End (II)     |
| 9. Januar 2021, 17:30 GMT    | FC Arsenal (I)              | 2:0 n. V.             | Newcastle United (I)       |
| 9. Januar 2021, 18:00 GMT    | FC Brentford (II)           | 2:1                   | FC Middlesbrough (II)      |
| 9. Januar 2021, 18:00 GMT    | Huddersfield Town (II)      | 2:3                   | Plymouth Argyle (III)      |
| 9. Januar 2021, 20:00 GMT    | Manchester United (I)       | 1:0                   | FC Watford (II)            |
| 10. Januar 2021, 13:30 GMT   | FC Barnsley (II)            | 2:0                   | Tranmere Rovers (IV)       |
| 10. Januar 2021, 13:30 GMT   | Bristol City (II)           | 2:1                   | FC Portsmouth (III)        |
| 10. Januar 2021, 13:30 GMT   | FC Chelsea (I)              | 4:0                   | FC Morecambe (IV)          |
| 10. Januar 2021, 13:30 GMT   | Cheltenham Town (IV)        | 2:1 n. V.             | Mansfield Town (IV)        |
| 10. Januar 2021, 13:30 GMT   | Crawley Town (IV)           | 3:0                   | Leeds United (I)           |
| 10. Januar 2021, 13:30 GMT   | Manchester City (I)         | 3:0                   | Birmingham City (II)       |
| 10. Januar 2021, 17:00 GMT   | FC Marine (VIII)            | 0:5                   | Tottenham Hotspur (I)      |
| 10. Januar 2021, 19:45 GMT   | AFC Newport County (IV)     | 1:1 n. V. (3:4 i. E.) | Brighton & Hove Albion (I) |
| 11. Januar 2021, 20:00 GMT   | Stockport County (V)        | 0:1                   | West Ham United (I)        |
| 19. Januar 2021, 20:00 GMT 1 | FC Southampton (I)          | 2:0                   | Shrewsbury Town (III)      |

### Vierte Hauptrunde
Die Auslosung für die vierte Hauptrunde fand am 11. Januar 2021 statt. Die Spiele wurden zwischen dem 22. und dem 26. Januar 2021 ausgetragen.
| Datum                        |                            | Ergebnis |                             |
| ---------------------------- | -------------------------- | -------- | --------------------------- |
| 22. Januar 2021, 19:45 GMT   | FC Chorley (VI)            | 0:1      | Wolverhampton Wanderers (I) |
| 23. Januar 2021, 12:15 GMT   | FC Southampton (I)         | 1:0      | FC Arsenal (I)              |
| 23. Januar 2021, 15:00 GMT   | FC Barnsley (II)           | 1:0      | Norwich City (II)           |
| 23. Januar 2021, 15:00 GMT   | Brighton & Hove Albion (I) | 2:1      | FC Blackpool (III)          |
| 23. Januar 2021, 15:00 GMT   | FC Millwall (II)           | 0:3      | Bristol City (II)           |
| 23. Januar 2021, 15:00 GMT   | Sheffield United (I)       | 2:1      | Plymouth Argyle (III)       |
| 23. Januar 2021, 15:00 GMT   | Swansea City (II)          | 5:1      | Nottingham Forest (II)      |
| 23. Januar 2021, 15:00 GMT   | West Ham United (I)        | 4:0      | Doncaster Rovers (III)      |
| 23. Januar 2021, 17:30 GMT   | Cheltenham Town (IV)       | 1:3      | Manchester City (I)         |
| 24. Januar 2021, 12:00 GMT   | FC Chelsea (I)             | 3:1      | Luton Town (II)             |
| 24. Januar 2021, 14:30 GMT   | FC Brentford (II)          | 1:3      | Leicester City (I)          |
| 24. Januar 2021, 14:30 GMT   | FC Fulham (I)              | 0:3      | FC Burnley (I)              |
| 24. Januar 2021, 17:00 GMT   | Manchester United (I)      | 3:2      | FC Liverpool (I)            |
| 24. Januar 2021, 20:00 GMT   | FC Everton (I)             | 3:0      | Sheffield Wednesday (II)    |
| 25. Januar 2021, 19:45 GMT   | Wycombe Wanderers (II)     | 1:4      | Tottenham Hotspur (I)       |
| 26. Januar 2021, 19:00 GMT 1 | AFC Bournemouth (II)       | 2:1      | Crawley Town (IV)           |

### Fünfte Hauptrunde
Die Auslosung für die fünfte Hauptrunde fand am 11. Januar 2021 gleich nach der Auslosung der vierten statt. Die Spiele wurden zwischen dem 9. und 11. Februar 2021 ausgetragen.
| Datum                       |                             | Ergebnis  |                            |
| --------------------------- | --------------------------- | --------- | -------------------------- |
| 9. Februar 2021, 17:30 GMT  | FC Burnley (I)              | 0:2       | AFC Bournemouth (II)       |
| 9. Februar 2021, 19:30 GMT  | Manchester United (I)       | 1:0 n. V. | West Ham United (I)        |
| 10. Februar 2021, 17:30 GMT | Swansea City (II)           | 1:3       | Manchester City (I)        |
| 10. Februar 2021, 19:30 GMT | Leicester City (I)          | 1:0       | Brighton & Hove Albion (I) |
| 10. Februar 2021, 19:30 GMT | Sheffield United (I)        | 1:0       | Bristol City (II)          |
| 10. Februar 2021, 20:15 GMT | FC Everton (I)              | 5:4 n. V. | Tottenham Hotspur (I)      |
| 11. Februar 2021, 17:30 GMT | Wolverhampton Wanderers (I) | 0:2       | FC Southampton (I)         |
| 11. Februar 2021, 20:00 GMT | FC Barnsley (II)            | 0:1       | FC Chelsea (I)             |

### Viertelfinale
Die Auslosung der Begegnungen des Viertelfinales (sechste Hauptrunde) wurde nach dem Spiel Wolverhampton Wanderers gegen FC Southampton am 11. Februar 2021 durchgeführt. Die Partien wurden am 20. und 21. März 2021 ausgetragen.
| Datum                    |                      | Ergebnis |                       |
| ------------------------ | -------------------- | -------- | --------------------- |
| 20. März 2021, 12:15 GMT | AFC Bournemouth (II) | 0:3      | FC Southampton (I)    |
| 20. März 2021, 17:30 GMT | FC Everton (I)       | 0:2      | Manchester City (I)   |
| 21. März 2021, 13:30 GMT | FC Chelsea (I)       | 2:0      | Sheffield United (I)  |
| 21. März 2021, 17:00 GMT | Leicester City (I)   | 3:1      | Manchester United (I) |

### Halbfinale
Die Auslosung der Halbfinal-Paarungen fand am 21. März 2021 statt. Die Partien wurden am 17. und 18. April 2021 im Wembley Stadium in London ausgetragen.
| Datum                     |                    | Ergebnis |                     |
| ------------------------- | ------------------ | -------- | ------------------- |
| 17. April 2021, 17:30 BST | FC Chelsea (I)     | 1:0      | Manchester City (I) |
| 18. April 2021, 18:30 BST | Leicester City (I) | 1:0      | FC Southampton (I)  |

## Finale
| FC Chelsea                                                  | FC Chelsea | Leicester City | Leicester City | Aufstellung                                 |
| ----------------------------------------------------------- | --- | --- | -------------- | ------------------------------------------- |
| FC Chelsea                                                  | \| 15. Mai 2021 um 17:30 Uhr (BST) in London (Wembley-Stadion) \| \| Ergebnis: 0:1 (0:0) \| \| Zuschauer: 21.000 \| \| Schiedsrichter: Michael Oliver (Northumberland) \| \| Spielbericht \| | \| 15. Mai 2021 um 17:30 Uhr (BST) in London (Wembley-Stadion) \| \| Ergebnis: 0:1 (0:0) \| \| Zuschauer: 21.000 \| \| Schiedsrichter: Michael Oliver (Northumberland) \| \| Spielbericht \| | Leicester City | Aufstellung FC Chelsea gegen Leicester City |
| FC Chelsea                                                  | Kepa – César Azpilicueta (76. Callum Hudson-Odoi), Thiago Silva, Antonio Rüdiger – Reece James, N’Golo Kanté, Jorginho (75. Kai Havertz), Marcos Alonso (68. Ben Chilwell) – Mason Mount, Timo Werner (82. Olivier Giroud), Hakim Ziyech (68. Christian Pulisic) Cheftrainer: Thomas Tuchel ( Deutschland) | Kasper Schmeichel – Wesley Fofana, Jonny Evans (34. Marc Albrighton), Çağlar Söyüncü – Timothy Castagne, Youri Tielemans, Ayoze Pérez (82. Hamza Choudhury), Wilfred Ndidi, Luke Thomas (82. Wes Morgan) – Kelechi Iheanacho (67. James Maddison), Jamie Vardy Cheftrainer: Brendan Rodgers ( Nordirland) | Leicester City | Aufstellung FC Chelsea gegen Leicester City |
| FC Chelsea                                                  | 0:1 Tielemans (63.) | | Leicester City | Aufstellung FC Chelsea gegen Leicester City |
| FC Chelsea                                                  | Werner (40.) | Fofana (36.) | Leicester City | Aufstellung FC Chelsea gegen Leicester City |
| FC Chelsea                                                  | Spieler des Spiels: Tielemans | | Leicester City | Aufstellung FC Chelsea gegen Leicester City |
| 15. Mai 2021 um 17:30 Uhr (BST) in London (Wembley-Stadion) | | |                |                                             |
| Ergebnis: 0:1 (0:0)                                         | | |                |                                             |
| Zuschauer: 21.000                                           | | |                |                                             |
| Schiedsrichter: Michael Oliver (Northumberland)             | | |                |                                             |
| Spielbericht                                                | | |                |                                             |